# Rise Up (Album)
Rise Up ist ein Musikalbum des britischen Popsängers Cliff Richard, welches am 23. November 2018 von Warner Music veröffentlicht wurde. Es ist seit 2004 (Somethings' Goin' On) das erste Album von Richard mit neuen Liedern.
Aus dem Album wurden vier Singles ausgekoppelt: 'Rise Up', 'Reborn', 'Everything That I Am' und 'The Miracle Of Love'. Der Titelsong 'Rise Up' wurde von Terry Britten geschrieben, der zuvor bereits die erfolgreichen Songs 'Devil Woman' und 'Carrie' für Richard schrieb. Das Album beinhaltet zudem ein Duett zwischen Richard und Olivia Newton John ('Everybody's Someone').

## Hintergrund
Das Album entstand nach Richards Rechtsstreit mit der BBC. Über den Titel des Albums sagt er: "I chose 'Rise Up' as the title track because after the bad period I went through in my life, I've managed to rise up out of what seemed like a quagmire". (Deutsch: "Ich wählte 'Rise Up' als Titelsong, denn nach diesem schlechten Abschnitt in meinem Leben habe ich es geschafft aus etwas aufzustehen, was wie ein Sumpf zu sein schien.") Richard erhofft sich zudem durch das Album von einer jüngeren Generation von Zuhörern entdeckt zu werden.

## Kommerzieller Erfolg
Das Album verkaufte sich bisher im Vereinigten Königreich über 100.000 mal und wurde dadurch mit einer goldenen Schallplatte ausgezeichnet.

## Titel
| 1. Rise Up (Terry Britten) 2. Reborn (Steve Mandile/Christopher Neville) 3. Everybody's Someone (Martin Sutton/Chris Neil) 4. Gonna Be Alright (Ben Robbins/Steve Balsamo/Peter Wright) 5. Stardust (Anna Krantz) 6. Dancing Into Nightfall (Jamie Hartman/Shridhar Solanki) 7. River Flow (Henk Pool/Micky Skeel Hansen/Joona Pietikainen) 8. Wide Deep and High (Eaton) 9. There’s One (Sharon Vaughn/Carl Falk/Don Mescall) 10. That’s What The Night Is For (Phil Thornalley/Jon Green) 11. Everything That I Am (Tom Nichols/Sigurd Rösnens/Martin Sjølie) 12. The Miracle Of Love (Eaton/Alexander James Brown) 13. The Minute You're Gone (with The Royal Philharmonic Orchestra) (Jimmy Gateley) 14. Miss You Nights (with The Royal Philharmonic Orchestra) (Dave Townsend) 15. Devil Woman (with The Royal Philharmonic Orchestra) (Britten/Christine Holmes) 16. Some People (with The Royal Philharmonic Orchestra) (Alan Tarney) |

## Sonstiges
'Rise Up' erreichte in den britischen Albumcharts den 4. Platz und setzte somit die Tradition fort, dass Richard in jedem Jahrzehnt seit den 1950er Jahren ein Studioalbum in den Top 10 der UK Album Charts platzieren konnte.